# Марчо Апостолов
Марчо Апостолов е български оперен певец, тенор.

## Биография
Марчо Апостолов е роден в град Варна през 1970 г. Завършва 4 Езикова гимназия „Фредерик Жолио-Кюри“ – гр. Варна и продължава образованието си в Средното музикално училище „Добри Христов“ – гр. Варна.
Възпитаник на Държавната музикална академия „Проф. Панчо Владигеров“ – София, Марчо Апостолов прави своя професионален дебют през 1994 г. в титулните партии на оперите „Орфей“ от Клаудио Монтеверди и „Абу Хасан“ на Карл Мария фон Вебер.
От 1998 г., като солист на Държавния музикален театър „Стефан Македонски“ – София, изпълнява централни героични и характерни персонажи както в класическите оперетни, така и в мюзикълните заглавия от репертоара на театъра.
Концертирал е като солист на софийска, пловдивска, сливенска и врачанска филхармонии.
От 2001 г. е канен в представителни спектакли на Националната опера и балет – София, както и в Пловдивска, Варненска, Русенска и Бургаска опери. Като солист на Държавния музикален театър и Националната опера участва в множество фестивални и международни прояви. Участвал е и в самостоятелни музикални проекти на различни творчески формации в и извън България. Има направени записи за Националното радио, Националната телевизия, както и за фирмата GEGA New.
През 2019 е играл в Пътят на честта в ролята на Филип Даскалов.

## Роли в оперетата
- Граф Данило Данилович във „Веселата вдовица“ на Франц Лехар,
- Рене Бертен в „Граф фон Люксембург“ на Франц Лехар,
- Габриел фон Айзенщайн в „Прилепът“,
- Шандор Баринкай в „Цигански барон“ на Йохан Щраус-син,
- Карамело в „Една нощ във Венеция“ на Йохан Щраус-син,
- Граф Тасило фон Витемберг в „Графиня Марица“,
- Княз Едвин фон Липерт Валерсхайм в „Царицата на Чардаша“,
- Принц Раджами в „Баядерка“ на Имре Калман,
- Тони Шлумбергер в „Принцесата на цирка“ на Имре Калман,
- Теофил Марбьоф във „Великата неизвестна“ на Франц фон Супе,
- Аристид дьо Фобла в Бал в Савоя" на Пал Абрахам,

## Роли в мюзикъли
- Клифърд Бредшоу от „Кабаре“ на Джон Кандър,
- Джо/Джозефин от „Шугър / Някои го предпочитат горещо“ на Жул Стайн,
- Йосиф от „Йосиф и неговата фантастична пъстра дреха“,
- Исус от „Исус Христос суперзвезда“,
- Че от „Евита“ на Ендрю Лойд Уебър,
- Ръм Тъм Таг от „Котки“ на Ендрю Лойд Уебър,
- Крис от „Мис Сайгон“ на Клод-Мишел Шьонберг.
- Херцогът от „Мулен Руж“.

## Награди
През 2002 г. за ролите си на Исус в спектакъла „Исус Христос суперзвезда“ от Ендрю Лойд Уебър и на Граф Данило Данилович във „Веселата вдовица“ от Франц Лехар получава „Кристална лира“ в категорията за най-добър изпълнител на оперно и оперетно изкуство – годишна награда за върхови постижения в областта на музиката, присъждана от Съюза на музикалните и танцови дейци в България, Центъра за музика и танц към Министерство на културата на Република България и Радио Classic FM.